# Villa Rachele

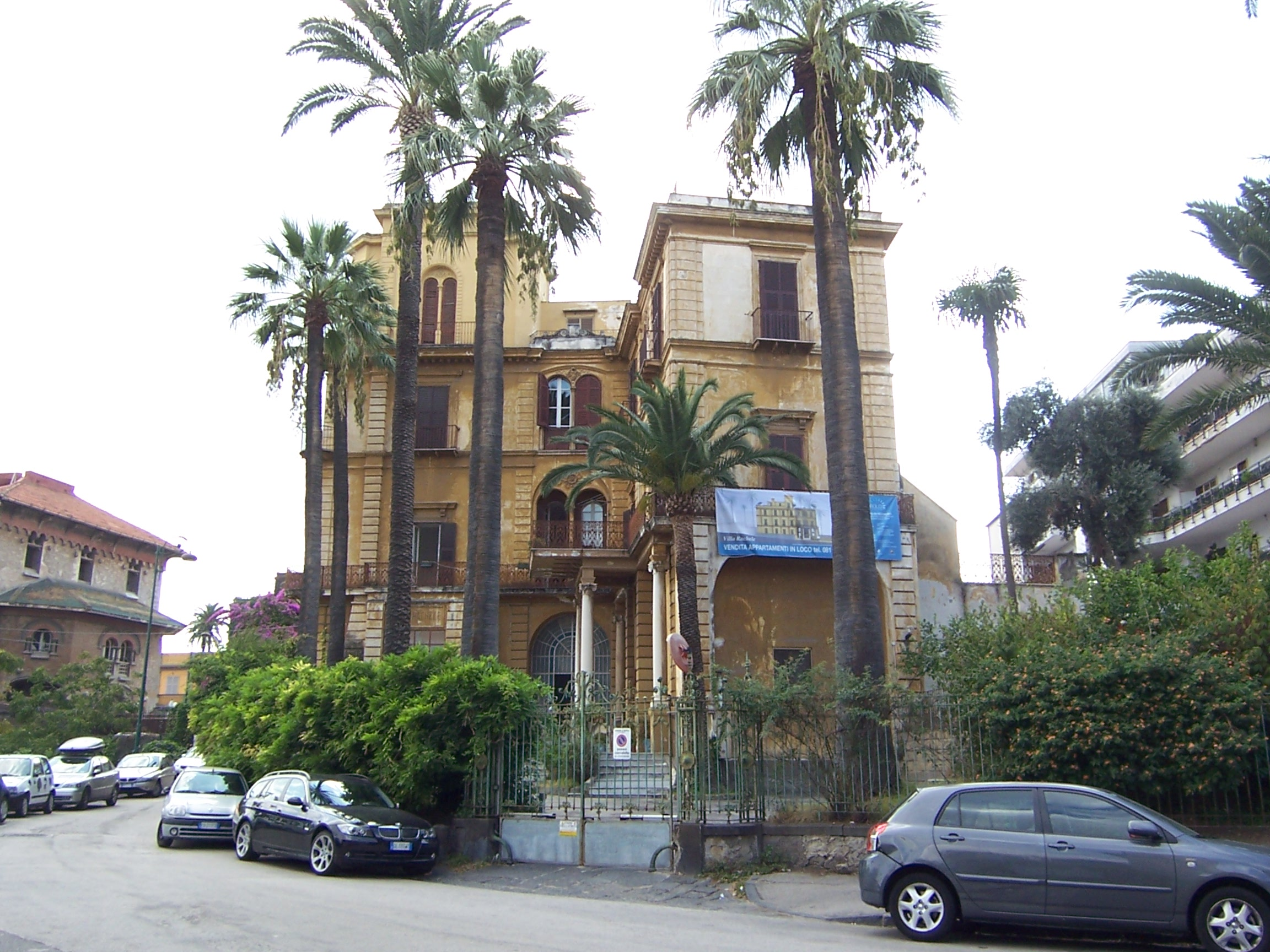
Villa Rachele, Vorderseite

Die Villa Rachele ist ein Landhaus vom Anfang des 20. Jahrhunderts im Viertel Chiaia von Neapel in der italienischen Region Kampanien. Sie liegt an der Via Tasso.

## Beschreibung
Die Jugendstilvilla wurde Anfang des 20. Jahrhunderts nach Plänen des Architekten Mazza erbaut. Sie liegt gegenüber der Villa Spera.
Das Gebäude hat einen L-förmigen Grundriss und drei Stockwerke auf der einen und zwei auf der anderen Seite. Die Verzierungen der Fassade sind eklektisch: Vor und neben dem Eingang liegt eine Vorhalle mit ionischen Säulen und die Fenster, einige davon Ajimez, sind durch Rahmen aus Stuck gekennzeichnet. Das Erdgeschoss ist ganz mit glattem Bossenwerk verkleidet, während in den oberen Stockwerken das Bossenwerk nur an den Ecken vorhanden ist. Gut gemacht ist auch die Balustradeder Treppen aus Schmiedeeisen.